# Aart Kool
Aart Kool (Rotterdam, 27 mei 1787 – Maastricht, 6 februari 1862) was een Nederlands officier der Genie en onder meer ridder in de Willemsorde. Naast zijn verdiensten als militair was hij mede-ontwerper van het Kanaal Luik-Maastricht.

## Biografische schets
Aart Kool werd in 1787 geboren te Rotterdam als zoon van Cornelis Kool (1762–1847) en Clasina Langenberg (1767–1859). In zijn jeugd maakte hij de grote staatkundige veranderingen mee, die leidden tot het einde van de Republiek der Zeven Verenigde Nederlanden in 1795, en via de overgangsperioden van de Bataafse Republiek (1795–1806) en het Koninkrijk Holland (1806–1810) naar de annexatie van Nederland door Frankrijk in juli 1810. 
Aart Kool trad op 8 augustus 1808 op 21-jarige leeftijd op vrijwillige basis toe tot het leger van het Koninkrijk Holland, in de rang van 2e luitenant bij de Artillerie en Genie. Na de annexatie in 1810 door keizer Napoleon Bonaparte werd hij Frans staatsburger. In juli ging hij over naar het Franse leger en werd op 21 september 1810 bevorderd tot 1e luitenant-ingenieur bij de Genie. Hij werd gestationeerd in de stad Hamburg, die toen behoorde tot het Franse keizerrijk, en een jaar later in Danzig. Daar werd hij op 1 juli 1811 bevorderd tot kapitein. In 1812 nam hij met zijn afdeling als onderdeel van het 1e Korps deel aan de veldtocht van Napoleon naar Rusland. Van dichtbij maakte hij mee hoe Napoleons Grande Armée van meer dan vierhonderdduizend man gedecimeerd werd. Hij was een van de circa 40.000 militairen die in de barre winter te voet terugkerend uit Moskou de grens van Duitsland haalden. Begin 1813 bereikte hij Danzig en werd later door de Russische tsaar Alexander I uitgenodigd deze stad voor hem te versterken en te verdedigen. Dat betekende dat Kool zich voor het verdere verloop van de Napoleontische oorlogen aansloot bij het kamp der toenmalig tegen Frankrijk strijdende geallieerden.
Aart Kool maakte na de Napoleontisch oorlogen ook in Nederlandse dienst carrière binnen het wapen Genie, sappeurs en mineurs. In de jaren 1815-1817 werkte hij aan versterkingen langs de Nederlandse zuidgrens, toen de grens met Frankrijk. Hiervoor kreeg hij op 12 mei 1823 een onderscheiding. Van 1817-1829 beheerde hij als commissaris van koning Willem I de stad Luxemburg met de opdracht de afgrenzing en het onderhoud van de vesting te waarborgen. Bij het uitbreken van de Belgische Opstand (1830-1839) voerde hij het bevel over de vesting Namen, die hij verdedigde tegen de opstandelingen. Het tij kon echter niet worden gekeerd. Hij werd overgeplaatst naar Bergen op Zoom, waar hij de vestingwerken versterkte. In 1838 werd hij bevorderd tot luitenant-kolonel-ingenieur. In 1840 was hij directeur van de fortificaties in Zutphen.

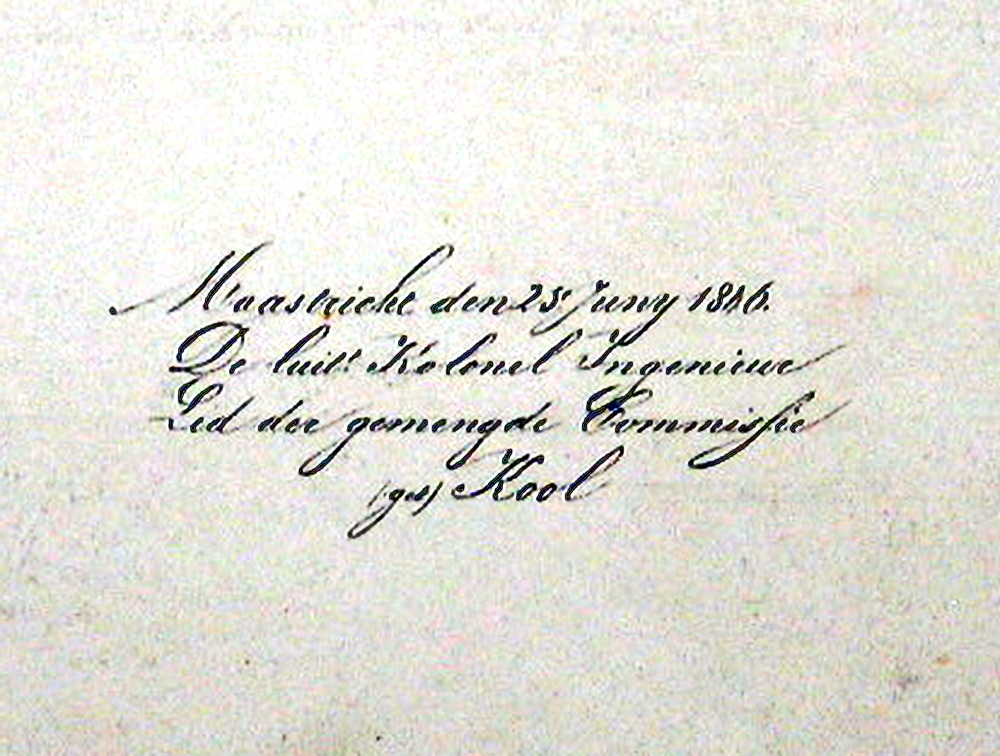
Luit.-kol. ir. Kool, als lid van de "gemengde commissie" (1847)

In 1841 werd luitenant-kolonel-ingenieur Kool overgeplaatst naar de vesting Maastricht, waar hij de eerst aanwezende ingenieur zou zijn. In die hoedanigheid vormde hij met de Nederlandse hoofdingenieur van Waterstaat in Limburg, J.W. Conrad, en de Belgische hoofdingenieur voor Belgisch-Limburg, Kummer, de driekoppige Belgisch-Nederlandse Commissie die in de jaren 1845-1850 verantwoordelijk was voor de aanleg en bouw van het Kanaal Luik-Maastricht op Nederlands gebied. Hij maakte deel uit van de delegatie die eind december 1845 aanwezig was bij de plechtige bijeenkomst in Luik, waar kooplieden en industriëlen de Belgische minister Dechamps dankten voor zijn inzet bij de Belgische besluitvorming rond de aanleg van het kanaal.
 Namens de Staat raakte hij in 1847 verwikkeld in een rechtszaak, aangespannen door C. Behr, eigenaar van de Maasmolen, inzake de door deze vermeend geleden schade door de aanleg van het kanaal.
In 1850 werd Aart Kool gepensioneerd. Hij overleed twaalf jaar later op 75-jarige leeftijd in Maastricht en werd aldaar begraven op de Algemene Begraafplaats Tongerseweg.

## Eerbewijzen
Luitenant-kolonel Kool was ridder in de Militaire Willems-Orde en de Orde van de Nederlandse Leeuw, ridder van het Legioen van Eer (1812), commandeur in de Orde van Sint-Anna (2e klasse) en de Orde van Sint-Vladimir (4e klasse).

## Nalatenschap
Zijn herinneringen aan de veldtocht van Napoleon werden door zijn kleinzoon luitenant-generaal b.d. Pieter Cornelis Kool (1842–1920) in 1912, honderd jaar na dato, in feuilletonvorm gepubliceerd in de Nieuwe Rotterdamsche Courant. Enkele weken later werden ze in boekvorm uitgegeven bij Nijgh & Van Ditmar onder de titel De Russische veldtocht van 1812, verhaald door een ooggetuige, wijlen den kolonel der Genie A. Kool. Het boek, te koop voor 35 cent (anno 2024 ongeveer vier euro), was een bewerking van het feuilleton, aangevuld met latere gegevens. Weer honderd jaar later, in 2012, verscheen een Engelstalige vertaling, geredigeerd door Tone Borren, een Nieuw-Zeelandse nazaat van Kool, onder de titel An Account of My Life: Aart Kool 1787–1862. Het oorspronkelijk manuscript van Aart Kool werd door de toenmalige eigenares, eveneens een Nieuw-Zeelandse nazaat, geschonken aan het Archief van het Ministerie van Defensie, toentertijd  ondergebracht in de Alexanderkazerne in Den Haag. Het manuscript van P.C. Kool uit 1912 berust bij het Internationaal Instituut voor Sociale Geschiedenis in Amsterdam.

## Huwelijk en nageslacht
Aart Kool trad in 1814 in het huwelijk met Maria Amalia Schlander (Danzig 1796 – 1874). Twee jaar later werd in Danzig hun zoon Johan Arthur (1816-1873) geboren. Ook hij maakte als ingenieur carrière bij de Genie. In 1843 werd hij bevorderd tot eerste luitenant. In 1854 kreeg hij op zijn verzoek eervol ontslag. In 1860 was hij hoofdingenieur bij de Staats Spoorwegen. Zijn interesse lag bij het zich ontwikkelende spoorwegwezen, zowel in Nederland, als in Nederlands-Indië. Hij ontwierp onder meer de spoorbruggen van Maastricht en Venlo (1865). Hij zou eindigen als algemeen hoofdingenieur bij Waterstaat.
Een kleinzoon, Arthur Kool (1841–1914), bereikte de hoge militaire rang van luitenant-generaal, werd eerste commandant van het Veldleger, chef van de Generale Staf en korte tijd minister van Oorlog.